# Juegos Olímpicos de Londres 1908
Los Juegos Olímpicos de Londres 1908, oficialmente conocidos como los Juegos de la IV Olimpiada, fueron un evento multideportivo internacional, celebrado en Londres, Reino Unido, entre el 27 de abril y el 31 de octubre de 1908. Participaron 2008 atletas (1971 hombres y 37 mujeres) de 22 países, compitiendo en 110 eventos de 22 deportes olímpicos y 110 especialidades.
Roma había sido la ciudad elegida por el Comité Olímpico Internacional, sin embargo, la erupción del Monte Vesubio, el 7 de abril de 1907, implicó que los esfuerzos del gobierno italiano fueran destinados a la reconstrucción de la ciudad de Nápoles, totalmente devastada. Londres, sede de la Exposición Franco-Británica, fue elegida como reemplazante.
Para los Juegos, fue creado el Estadio de White City, con una capacidad de 68 000 espectadores, que presenciaron el primer desfile de las naciones participantes, originaria de los Juegos Intercalados de 1906. Este evento tuvo diversos inconvenientes, debido a la negativa de los atletas irlandeses y finlandeses de desfilar bajo las banderas británicas y rusas respectivamente, la ausencia de la bandera sueca y la negativa del portaestandarte estadounidense de reverenciar al Rey Eduardo VII.
Con una duración total de 187 días (6 meses y 4 días) estos fueron los más largos en la historia de los Juegos Olímpicos modernos.

## Grandes momentos
- Oscar Swahn de 60 años es el competidor de más edad que haya ganado medalla de oro (en tiro).
- Mostrando el mayor espíritu deportivo, la final de lucha greco-romana peso medio entre los suecos Frithiof Martensson y Mauritz Andersson se pospuso para que Martensson pudiera recuperarse de una herida. Al final fue Martensson quien ganó.
- Ray Ewry ganó el salto de altura por tercera vez convirtiéndose en el único atleta en la historia de los Juegos Olímpicos en haber ganado ocho medallas de oro individuales de ese entonces.
- El maratón causó la sensación de los espectadores por su dramático final: luego de 42 kilómetros, entra Dorando Pietri de Italia al estadio, desorientado toma la dirección equivocada, luego cae. Al no lograr llegar hasta la meta sin ayuda es descalificado, pero la Reina Alejandra le regala una copa de oro por su esfuerzo.

## Deportes
El programa olímpico comprendía 24 deportes (saltos de natación y waterpolo se incluyen junto a natación, como deportes acuáticos), con 110 pruebas.

### Deportes oficiales
- Atletismo (26)
- Boxeo (5)
- Ciclismo en pista (7)
- Esgrima (4)
- Fútbol (1)
- Gimnasia artística (2)
- Hockey sobre césped (nuevo) (1)
- Juego de palma (nuevo) (1)
- Lacrosse (1)
- Lucha
  -  Lucha grecorromana (4)
  -  Lucha libre (5)
- Motonáutica (nuevo) (3)
- Natación (6)
- Patinaje artístico sobre hielo (nuevo) (4)
- Polo (1)
- Raquetbol (nuevo) (2)
- Remo (4)
- Rugby (1)
- Saltos (2)
- Tenis (6)
- Tira y afloja (1)
- Tiro (15)
- Tiro con arco (3)
- Vela (4)
- Waterpolo (1)

### Deportes de exhibición
- Bicipolo (1)
- Glima (1)

## Países participantes

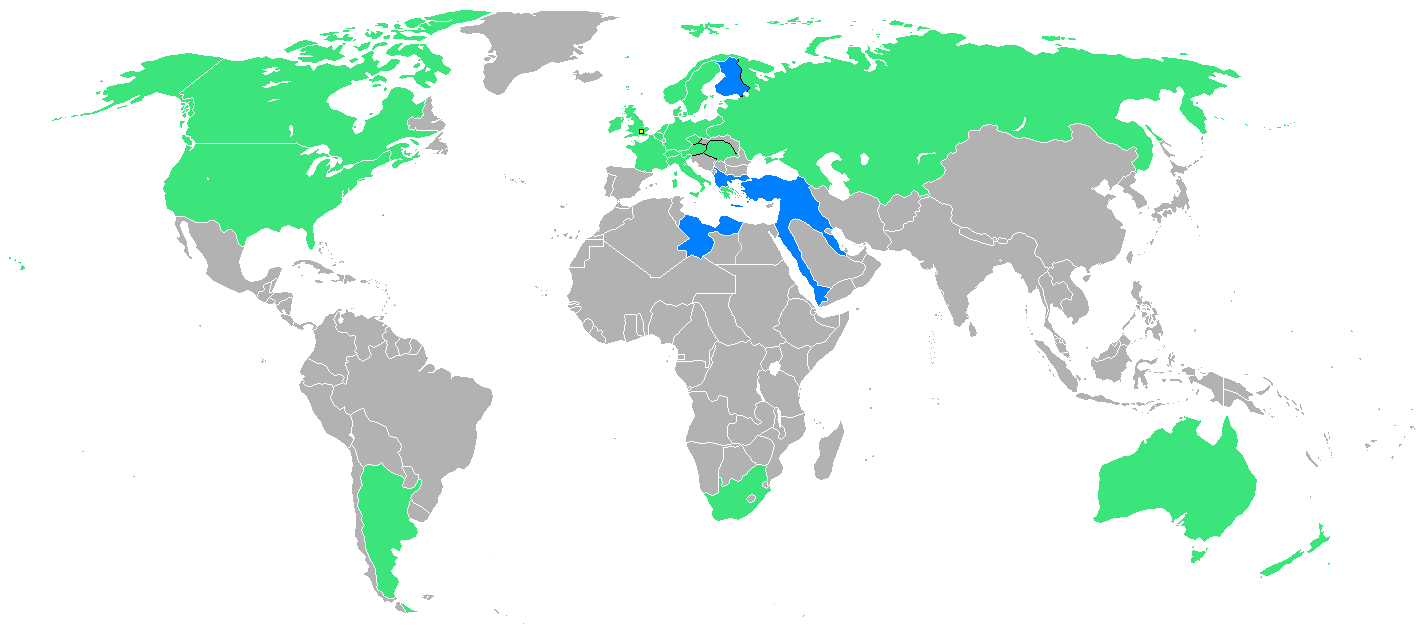
Países participantes.
Países debutantes.

Estos fueron los países participantes en esta olimpiada:
Alemania, Argentina, Australasia, Austria, Bélgica, Bohemia, Canadá, Dinamarca, Estados Unidos, Finlandia, Francia, Grecia, Hungría, Italia, Noruega, Países Bajos, Reino Unido, Rusia, Sudáfrica, Suecia, Suiza.
Algunas fuentes mencionan que Turquía también fue un país participante en esta olimpiada, pero eso no está confirmado por una referencia fiable.

## Medallas
| Núm. | País                 | Oro | Plata | Bronce | Total |
| ---- | -------------------- | --- | ----- | ------ | ----- |
| 1    | Reino Unido (GBR)    | 56  | 51    | 39     | 146   |
| 2    | Estados Unidos (USA) | 23  | 12    | 12     | 47    |
| 3    | Suecia (SWE)         | 8   | 6     | 11     | 25    |
| 4    | Francia (FRA)        | 5   | 5     | 9      | 19    |
| 5    | Alemania (GER)       | 3   | 5     | 5      | 13    |
| 6    | Hungría (HUN)        | 3   | 4     | 2      | 9     |
| 7    | Canadá (CAN)         | 3   | 3     | 10     | 16    |
| 8    | Noruega (NOR)        | 2   | 3     | 3      | 8     |
| 9    | Italia (ITA)         | 2   | 2     | 0      | 4     |
| 10   | Bélgica (BEL)        | 1   | 5     | 2      | 8     |